# ぼくたちつきあってます…?
『ぼくたちつきあってます…?』は、テンヤによる日本の漫画作品。『週刊少年サンデーS』（小学館）にて、2015年11月号から2021年4月号まで連載された。
本作は、主人公の高校生が相手を間違ってラブレターを渡してしまったことから始まるラブコメ4コマ漫画である。主な登場人物の名字に四季の名が含まれている。
1話、2話は元々同人誌であったが、即売会の出張編集部に持ち込みで別作品をコンペに出す際、3話のネームを追加して出したところ、連載・単行本化された。

## あらすじ
高校生の夏目は、片想いしている春川ひかるに告白しようとして、間違って優等生の冬月水菜にラブレターを渡してしまった。1度は「好きじゃない」と断られて安心したものの、付き合うことに興味を示した冬月から「おつきあいしましょう」と了解されてしまう。引っ込みがつかないまま冬月と付き合い出した夏目と、とくに夏目のことが好きでもない冬月だが、互いを知り合うにつれ徐々に惹かれ合うようになっていく。

## 登場人物

### 主な登場人物
夏目（なつめ）
本作の主人公。普通で地味かつへたれな男子高校生。学力は普通より下。クラスメイトの春川ひかるに片想いしている。間違って冬月水菜と付き合いだしてから、徐々に冬月に惹かれながら、2人の間で心が揺れ動いている。へたれなあまり、冬月となかなか手をつなぐことさえできなかった。主人公なのに下の名前が出たことがない。
冬月水菜（ふゆつき みずな）
夏目のクラスメイトで彼女。見た目は子供だが成績は学年トップで、何よりも本が好きな読書部員。普段は無表情だが、ときおり笑顔や焦ったり恥ずかしがったりする表情を見せることもある。かなりの天然でマイペース。付き合うことがどういうことなのか知らないため、恋愛漫画や恋愛小説で学習中。ゲームキャラの「白井 米（しらい まい）」に似ている。
春川ひかる（はるかわ ひかる）
夏目のクラスメイト。美術部員。夏目に片想いされている（本人はその気なし）。夏目が冬月にラブレターを渡す場に立ち会ってしまったことから、2人の付き合いを応援している。勘違いや思い込みが多く、「恋の見届け人」を自称するなど少し変わったノリをする。アホ毛がいつも立っていて、その時々の気持ちに合わせてハート型になったり縮れたりする。なお、犬を飼っているがその犬にもアホ毛が立っている。
秋元千秋（あきもと ちあき）
夏目のクラスメイトで友人。夏目が冬月に間違って告白して付き合っているという事情を知っている唯一の人物。ゲームの中に彼女がいると言い切るぐらい2次元にしか興味がなく、春川のことをたびたび「3次元女」と呼んでいる。幼なじみの四方木うづきから逃れるため、春川を彼女ということにしている。

### 主な登場人物の家族
秋元の姉
お金にしか興味がなく、会う人ごとに男には「金をちょうだい」、女には「金を貸して」などと言ったりする。嫌がられながらもしょっちゅう弟にベッタリ引っ付いている。風紀委員長で、その立場を悪用することが多い。夏目のことを「地味男（じみお）」と呼んでいる。
夏目マコ（なつめ マコ）
夏目の妹。小学5年生。「よくお兄ちゃんよりしっかりしてるねっていわれます」と自己紹介している。初登場時（第19話）に「1か月前に元彼と別れて、新彼とも先週別れた」と話し、夏目に「今時の小学生‼」と驚かれている。
夏目の母
感激屋で、夏目に彼女ができたと聞くと涙を浮かべながら祝いのケーキを差し出し「お兄ちゃんの初彼女お祝いよー」と言ったり、冬月との初対面の際にも涙を浮かべながら「不肖の息子ですが末永くよろしくお願いします」と挨拶したりしている。
冬月の母
冬月同様、普段は無表情。女手一つで娘を育ててきており、娘を1人家に残して出張に行くことに気が引けていた。夏目の母と知り合ったことから、出張時に娘を夏目家に預けたり、夏目の母に頼まれて2人の二年参りの付き添いをしたりするなど、母親同士の仲は良好。二年参りでは付き添いの自分が2人とはぐれてしまい、ドジっ子であることが判明する。

### 他の登場人物
四季（しき）
風紀委員。冬月とは小中学校で全学年同じクラスだったにもかかわらず、名前すら覚えられていない。成績が学年2番でトップの冬月のライバルを自称しているが、本当は冬月のことが好きでツンデレな態度をとってしまう。そのため彼氏の夏目を敵視している。
四方木うづき（よもぎ うづき）
生徒会長。秋元姉弟の幼なじみ。普段は有能な常識人だが、千秋絡みになると途端に見境がなくなる。子供の頃、誕生日に姉に犬耳をつけさせられた千秋の姿を見て、「私のわんこ…じゃなくて旦那さんにしたい」と思うようになった。体育祭で千秋と参加するためのカップル参加企画をいくつも通すなど、千秋絡みで生徒会長権限を濫用している。

## 書誌情報
- テンヤ 『ぼくたちつきあってます…?』 小学館〈サンデーうぇぶりコミックス〉、全4巻
  1. 2017年1月12日発売[3]、ISBN 978-4-09-127534-9
  2. 2018年8月9日発売[4]、ISBN 978-4-09-128450-1
  3. 2019年12月12日発売[5]、ISBN 978-4-09-129428-9
  4. 2021年4月16日発売[6]、ISBN 978-4-09-850546-3